# 리한나의 수상 및 후보 목록
다음은 바베이도스 출신의 싱어송라이터 리한나의 수상과 후보 목록이다. 리한나는 데뷔 앨범이 발매되자마자 많은 수상들을 하였으며, 두 번째 앨범 A Girl Like Me가 발매되자 더 많은 시상식에서 많은 수상들과 후보로 거론되었다. 이후 리한나 최고의 앨범으로 뽑히는 Good Girl Gone Bad이 발매되자 그래미 상을 비롯해 여러 시상식에서 상을 휩쓴다. 리한나는 지금까지 총 53번의 수상과 117번의 후보로 올랐었다. 리한나는 팝, 알앤비, 소울, 록 그리고 랩까지 여러 장르에 걸쳐 후보로 오른다.

## 아메리칸 뮤직 어워드
아메리칸 뮤직 어워드는 1973년 딕 클라크에 의해 만들어진 음악 시상식이다. 리하나는 총 4개의 후보로 올라 4개 부문 모두 수상하였다.
| 연도 | 후보 작품 | 수상 부문                        | 결과 |
| ---- | --------- | -------------------------------- | ---- |
| 2007 | 리한나    | 인기 여성 아티스트 — 소울/알앤비 | 수상 |
| 2008 | 리한나    | 인기 여성 아티스트 — 팝/록       | 수상 |
| 2008 | 리한나    | 인기 여성 아티스트— 소울/알앤비  | 수상 |
| 2010 | 리한나    | 인기 여성 아티스트 — 소울/알앤비 | 수상 |

## BET 어워드
BET 어워드는 다양한 예술 부문에서 흑인들과 미국의 다른 소수 민족을 위해 만들어진 시상식으로, 블랙 엔터테인먼트가 2001년 만들었다. 시상식은 매년 생방송으로 생중계 된다. 리한나는 총 9개의 후보에 올랐었다.
| 연도 | 후보 작품        | 시상식                      | 결과 |
| ---- | ---------------- | --------------------------- | ---- |
| 2006 | 리한나           | 최우수 신인                 | 후보 |
| 2008 | 리한나           | 최우수 여성 알앤비 아티스트 | 후보 |
| 2009 | "Live Your Life" | 올해의 비디오               | 후보 |
| 2009 | "Live Your Life" | 최우수 콜라보레이션         | 후보 |
| 2009 | "Live Your Life" | 뷰어스 초이스 상            | 수상 |
| 2010 | "Run This Town"  | 올해의 비디오               | 후보 |
| 2010 | 리한나           | 최우수 여성 알앤비 아티스트 | 후보 |
| 2010 | "Hard"           | 뷰어스 초이스 상            | 수상 |

### BET 힙합 어워드
| 연도 | 후보 작품        | 시상식                   | 결과 |
| ---- | ---------------- | ------------------------ | ---- |
| 2009 | "Live Your Life" | 올해의 수록곡            | 후보 |
| 2009 | "Live Your Life" | 최우수 힙합 콜라보레이션 | 수상 |
| 2009 | "Live Your Life" | 최우수 힙합 비디오       | 수상 |

## 빌보드 뮤직 어워드
빌보드 뮤직 어워드는 매년 빌보드 지에서 후원을 하며 매년 12월 열린다. 시상식은 닐슨 사운드스캔의 판매량과 라디오 정보를 기반으로한다. 리한나는 총 14번의 후보 거론과 14번의 수상을 했다.
| 연도 | 후보 작품  | 시상식                             | 결과 |
| ---- | ---------- | ---------------------------------- | ---- |
| 2006 | 리한나     | 올해의 여성 아티스트               | 수상 |
| 2006 | 리한나     | 올해의 팝 100 아티스트             | 수상 |
| 2006 | 리한나     | 올해의 핫 100 여성 아티스트        | 수상 |
| 2006 | "SOS"      | 올해의 핫 댄스 에어플레이 노래     | 수상 |
| 2007 | "Umbrella" | 올해의 핫 댄스 에어플레이 노래     | 수상 |
| 2007 | "Umbrella" | 올해의 유러피안 핫 100 노래        | 수상 |
| 2008 | 리한나     | 올해의 여성 아티스트               | 수상 |
| 2008 | 리한나     | 올해의 팝 100 아티스트             | 수상 |
| 2008 | 리한나     | 올해의 핫 100 여성 아티스트        | 수상 |
| 2008 | 리한나     | 올해의 메인스트림 탑 40 아티스트   | 수상 |
| 2008 | 리한나     | 올해의 탑 디지털 노래 아티스트     | 수상 |
| 2008 | 리한나     | 올해의 탑 댄스 에어플레이 아티스트 | 수상 |
| 2008 | 리한나     | 올해의 탑 캐나디안 아티스트        | 수상 |
| 2009 | 리한나     | 10년간의 탑 디지털 노래 아티스트   | 수상 |

## 브릿 어워드
브릿 어워드는 매년 BPI에 의해 팝 음악에게 수상하는 시상식이다. 리한나는 총 두 번의 후보로 올랐다.
| 연도 | 후보 작품 | 시상식                          | 결과 |
| ---- | --------- | ------------------------------- | ---- |
| 2008 | 리한나    | 최우수 인터내셔널 여성 아티스트 | 후보 |
| 2010 | 리한나    | 최우수 인터내셔널 여성 아티스트 | 후보 |

## 그래미 상
그래미 상은 세계적인 음악 시상식으로 미국텔레비전예술과학아카데미에 의해 선정된다. 리한나는 지금까지 총 11번의 후보와 세 번의 수상을 했다.
| 연도 | 후보 작품                                     | 시상식                                       | 결과 |
| ---- | --------------------------------------------- | -------------------------------------------- | ---- |
| 2008 | "Umbrella"(with.제이-지)                      | 올해의 노래                                  | 후보 |
| 2008 | "Umbrella"(with.제이-지)                      | 올해의 음반                                  | 후보 |
| 2008 | "Umbrella"(with.제이-지)                      | 최우수 랩/콜라보레이션 노래                  | 수상 |
| 2008 | "Don't Stop the Music"                        | 최우수 댄스 레코딩                           | 후보 |
| 2008 | "Hate That I Love You"(with.니요)             | 최우수 알앤비 퍼포먼스 ― 듀오 또는 그룹 부문 | 후보 |
| 2008 | "Hate That I Love You"(with.니요)             | 최우수 알앤비 노래                           | 후보 |
| 2009 | "If I Never See Your Face Again"(with.마룬 5) | 최우수 콜라보레이션 듀엣 보컬                | 후보 |
| 2009 | "Disturbia"                                   | 최우수 댄스 레코딩                           | 후보 |
| 2009 | "Good Girl Gone Bad Live"                     | 최우수 롱 펌 뮤직 비디오                     | 후보 |
| 2010 | "Run This Town"(with.제이-지와 카니예 웨스트) | 최우수 랩/노래 콜라보레이션                  | 수상 |
| 2010 | "Run This Town"(with.제이-지와 카니예 웨스트) | 최우수 랩 노래                               | 수상 |

## 쥬노 어워드
쥬노 어워드는 음악의 대중성과 음악성이 있는 캐나다의 가수와 밴드에게 매년 상을 주는 시상식이다. 리한나는 "Good Girl Gone Bad"으로 올해의 앨범 (인터내셔널) 수상을 했다.
| 연도 | 후보 작품            | 수상 부문                | 결과 |
| ---- | -------------------- | ------------------------ | ---- |
| 2008 | "Good Girl Gone Bad" | 올해의 앨범 (인터내셔널) | 수상 |

## 머취뮤직 비디오 어워드
머취 뮤직 비디오 어워드(MMVA 또는 MMVAs)는 캐나다에서 한 해 최고의 뮤직비디오를 선정하는 시상식이다. 리한나는 다섯 번의 후보와 세 번의 수상을 했다.
| 연도 | 후보 작품              | 수상 부문                         | 결과 |
| ---- | ---------------------- | --------------------------------- | ---- |
| 2006 | "SOS"                  | 최우수 인터내셔널 아티스트 비디오 | 수상 |
| 2007 | "Umbrella"             | 최우수 인터내셔널 아티스트 비디오 | 후보 |
| 2008 | "Don't Stop the Music" | 최우수 인터내셔널 아티스트 비디오 | 수상 |
| 2008 | "Umbrella"             | 가장많은 관심을 받은 비디오       | 수상 |
| 2010 | "Rude Boy"             | 최우수 인터내셔널 아티스트 비디오 | 후보 |

## MTV 유럽 뮤직 어워드
MTV 유럽 뮤직 어워드(MTV Europe Music Awards, EMA)는 유럽에서 한 해동안 가장 인기가 많았던 뮤직비디오와 노래를 선정하기 위해 MTV 네크워크 유럽의 주최로 1994년 처음으로 개최하였다. 원래는 미국에서 개최되는 MTV 비디오 뮤직 어워드를 대신하여 시작했지만, 이후 유럽 전역에서 인기를 얻으며 세계적인 음악 축제로 발전했다. 리한나는 총 두 번의 수상을 했다.
| 연도 | 후보 작품              | 수상 부문              | 결과 |
| ---- | ---------------------- | ---------------------- | ---- |
| 2006 | 리한나                 | 최우수 알앤비 아티스트 | 수상 |
| 2006 | "SOS"                  | 최우수 노래            | 후보 |
| 2007 | 리한나                 | Ultimate Urban         | 수상 |
| 2007 | 리한나                 | 올해의 솔로 아티스트   | 후보 |
| 2007 | "Umbrella"             | 가장 중독성있는 노래   | 후보 |
| 2008 | 리한나                 | 2008년의 액트          | 후보 |
| 2010 | "Rude Boy"             | 올해의 노래            | 후보 |
| 2010 | "Love the Way You Lie" | 올해의 노래            | 후보 |
| 2010 | "Love the Way You Lie" | 올해의 비디오          | 후보 |
| 2010 | 리한나                 | 최우수 여성            | 후보 |
| 2010 | 리한나                 | 최우수 팝              | 후보 |

## MTV 비디오 뮤직 어워드
MTV 비디오 뮤직 어워드(MTV Video Music Awards, VMA)는 MTV의 주최로 진행되는 시상식으로 매 년 한해동안 최고의 뮤직비디오를 뽑는다. 리한나는 여섯 번의 후보로 지명되었다.
| 연도 | 후보 작품    | 수상 부문                       | 결과 |
| ---- | ------------ | ------------------------------- | ---- |
| 2007 | "Umbrella"   | 올해의 몬스터 싱글              | 수상 |
| 2007 | "Umbrella"   | 올해의 비디오                   | 수상 |
| 2007 | "Umbrella"   | 최우수 디렉터 (Chris Applebaum) | 후보 |
| 2007 | "Umbrella"   | 최우수 여성 아티스트            | 후보 |
| 2008 | "Take A Bow" | 최우수 여성 비디오              | 후보 |
| 2010 | "Rude Boy"   | 최우수 비디오 편집              | 후보 |

## NRJ 뮤직 어워드
NRJ Music Awards는 프랑스의 라디오 방송국 NRJ에 의해 2000년에 만들어진 음악 시상식이다. 리한나는 열한번의 후보와 네 번의 수상을 했다.
| 연도 | 후보 작품              | 수상 부문                     | 결과   |
| ---- | ---------------------- | ----------------------------- | ------ |
| 2007 | "Unfaithful"           | 최우수 인터내셔널 노래        | 수상   |
| 2007 | 리한나                 | 올해의 뉴 인터내셔널 아티스트 | 후보   |
| 2008 | "Don't Stop the Music" | 최우수 인터내셔널 노래        | 수상   |
| 2008 | 리한나                 | 최우수 인터내셔널 아티스트    | 후보   |
| 2009 | "Disturbia"            | 최우수 인터내셔널 노래        | 수상   |
| 2009 | 리한나                 | 최우수 인터내셔널 여성        | 후보   |
| 2010 | 리한나                 | 최우수 인터내셔널 여성        | 수상   |
| 2011 | "Love the Way You Lie" | 최우수 인터내셔널 노래        | 미결정 |
| 2011 | "Love the Way You Lie" | 올해의 비디오                 | 미결정 |
| 2011 | 리한나                 | 최우수 인터내셔널 여성        | 미결정 |
| 2011 | 리한나 & 에미넴        | 최우수 인터내셔널 듀오        | 미결정 |

## 피플스 초이스 어워드
피플스 초이스 어워드는 대중 문화에 영향을 끼치는 사람에게 상을 주는 시상식이다. 리한나는 아홉 번의 후보로 지명되었다.
| 연도 | 후보 작품              | 수상 부문                       | 결과   |
| ---- | ---------------------- | ------------------------------- | ------ |
| 2007 | "Shut Up and Drive"    | 가장 인기있는 알앤비 노래       | 수상   |
| 2008 | 리한나                 | 가장 인기있는 여성 가수         | 후보   |
| 2008 | "Disturbia"            | 가장 인기있는 팝 노래           | 후보   |
| 2008 | "Take A Bow"           | 가장 인기있는 알앤비 노래       | 후보   |
| 2009 | "Run This Town"        | 가장 인기있는 콜라보레이션 음악 | 수상   |
| 2009 | "Live Your Life"       | 가장 인기있는 콜라보레이션 음악 | 후보   |
| 2010 | 리한나                 | 가장 인기있는 팝 아티스트       | 미결정 |
| 2010 | "Love the Way You Lie" | 가장 인기있는 뮤직 비디오       | 미결정 |
| 2010 | "Love the Way You Lie" | 가장 인기있는 노래              | 미결정 |

## 틴 초이스 어워드
틴 초이스 어워드는 십대들에게 가장 인기있는 대중문화에게 폭스사 가 선정해 상을 준다. 이 시상식은 13세부터 19세까지 투표로 음악, 영화, 스포츠, 텔레비전, 패션 등에서 뽑는다. 리한나는 열세 번의 후보로 지명되었고, 다섯 번의 수상을 했다.
| 연도 | 후보 작품                            | 수상 부문                 | 결과 |
| ---- | ------------------------------------ | ------------------------- | ---- |
| 2006 | 리한나                               | 신인 여자 가수            | 수상 |
| 2006 | 리한나                               | 초이스 알앤비 아티스트    | 수상 |
| 2007 | 리한나                               | 초이스 음악: 알앤비 가수  | 수상 |
| 2007 | 리한나                               | 초이스 섹시한 여성        | 후보 |
| 2007 | 리한나                               | 초이스 음악: 여자 가수    | 후보 |
| 2007 | 리한나                               | 초이스 섬머 가수          | 후보 |
| 2007 | "Umbrella"                           | 초이스 음악: 싱글         | 후보 |
| 2007 | "Shut Up and Drive"                  | 초이스 섬머 송            | 수상 |
| 2010 | 리한나                               | 초이스 음악: 알앤비 가수  | 후보 |
| 2010 | "Rated R"                            | 초이스 알앤비 앨범        | 후보 |
| 2010 | "Love the Way You Lie" (with 에미넴) | 초이스 음악: 랩/힙합 트랙 | 수상 |
| 2010 | "Rude Boy"                           | 초이스 음악: 싱글         | 후보 |
| 2010 | 리한나                               | 섬머 뮤직 스타 - 여자     | 후보 |

## 월드 뮤직 어워드
월드 뮤직 어워드는 1989년 설립돼 매년 전세계 가수들을 상대로 국제음반산업협회에서 집계한 판매 수치를 기반으로 선정한다. 리한나는 네번의 후보로 올라 모두 수상을 했다.
| 연도 | 후보 작품 | 수상 부문                            | 결과 |
| ---- | --------- | ------------------------------------ | ---- |
| 2006 | 리한나    | 월드 베스트 셀링 바베이도스 아티스트 | 수상 |
| 2007 | 리한나    | 올해의 엔터테이너                    | 수상 |
| 2007 | 리한나    | 월드 베스트 셀링 팝 여자 가수        | 수상 |
| 2007 | 리한나    | 월드 베스트 셀링 랩 여자 가수        | 수상 |

## 얼반 뮤직 어워드
얼반 뮤직 어워드는 2003년 처음으로 열렸으며, 힙합, 알앤비, 댄스와 소울 같은 장르 부문에서 수상을 한다. 리한나는 총 네 번의 후보로 올랐다.
| 연도 | 후보 작품 | 수상 부문          | 결과 |
| ---- | --------- | ------------------ | ---- |
| 2009 | "Rehab"   | 베스트 뮤직 비디오 | 수상 |
| 2009 | 리한나    | 베스트 여성 액트   | 수상 |
| 2009 | 리한나    | 베스트 알앤비 액트 | 후보 |
| 2009 | 리한나    | 올해의 아티스트    | 후보 |

## 기타 시상식
| 연도 | 시상식                               | 수상 부문                               | 후보 작품              | 결과 |
| ---- | ------------------------------------ | --------------------------------------- | ---------------------- | ---- |
| 2006 | 제 20회 일본 골든 디스크             | 올해의 신인 가수                        | 리한나                 | 수상 |
| 2006 | 모보 어워즈                          | 베스트 알앤비 아티스트                  | 리한나                 | 수상 |
| 2006 | MTV 비디오 뮤직 어워드 재팬          | 베스트 신인 아티스트 비디오             | "Pon de Replay"        | 수상 |
| 2007 | 모보 어워즈                          | 베스트 인터내셔널 액트                  | 리한나                 | 수상 |
| 2007 | 모보 어워즈                          | 최우수 비디오                           | "Umbrella"             | 후보 |
| 2007 | MTV 비디오 뮤직 어워드 라틴 아메리칸 | 올해의 노래                             | "Umbrella"             | 후보 |
| 2007 | MTV 비디오 뮤직 어워드 라틴 아메리칸 | 최우수 팝 가수 (인터내셔널)             | "Umbrella"             | 후보 |
| 2007 | Premios Principales 2007             | 올해의 노래                             | "Umbrella"             | 수상 |
| 2008 | 이미지 어워즈                        | 베스트 뮤직 비디오                      | "Umbrella"             | 후보 |
| 2008 | 에코 어워즈                          | 올해의 여자 가수 (인터내셔널)           | 리한나                 | 후보 |
| 2008 | 에코 어워즈                          | 올해의 히트 (National or International) | "Umbrella"             | 후보 |
| 2008 | MTV 비디오 뮤직 어워드 재팬          | 올해의 최우수 비디오                    | "Umbrella"             | 후보 |
| 2008 | 인터내셔널 댄스 뮤직 어워드          | 최우수 알앤비/얼반 댄스 트랙            | "Don't Stop the Music" | 수상 |
| 2008 | 인터내셔널 댄스 뮤직 어워드          | 최우수 팝 댄스 트랙                     | "Don't Stop the Music" | 후보 |
| 2008 | 스위스 뮤직 어워드                   | 최우수 인터내셔널 송                    | "Umbrella"             | 수상 |
| 2008 | 벨기에 TMF 어워즈                    | 최우수 여자 인터내셔널                  | 리한나                 | 수상 |
| 2008 | 벨기에 TMF 어워즈                    | 최우수 얼반 인터내셔널                  | 리한나                 | 후보 |
| 2008 | 로스 퍼미우스 MTV 라틴아메리카       | 여자부문 패션 리더상                    | 리한나                 | 수상 |
| 2008 | MTV 아시아 뮤직 어워드               | 최우수 훅-업                            | "Umbrella"             | 후보 |
| 2008 | MTV 아프리카 뮤직 어워드             | 최우수 알앤비                           | 리한나                 | 후보 |